# UAS7
Universities of Applied Sciences 7 или UAS7 са 7 технически висши училища в Германия, обединени от общи академични цели.
Те се намират в Берлин, Бремен, Кьолн, Хамбург, Мюнхен, Мюнстер и Оснабрюк.
Тези съюзени висши училища са поели инициативата да участват в обмен на студенти и учени с колежи и университети от Северна Америка.